# Un pesce di nome Wanda
Un pesce di nome Wanda (A Fish Called Wanda) è un film del 1988 diretto da Charles Crichton.
Nel 1999 il British Film Institute l'ha inserito al 39º posto della lista dei migliori cento film britannici del XX secolo; nel 2000 l'American Film Institute lo ha inserito al 21º posto nella classifica delle migliori cento commedie di tutti i tempi.
Kevin Kline ricevette l'Oscar al miglior attore non protagonista, John Cleese il BAFTA al miglior attore protagonista e Michael Palin il BAFTA al miglior attore non protagonista.
Il nome del protagonista, Archie Leach, è un omaggio all'attore Cary Grant (pseudonimo di Archibald Alexander Leach).

## Trama
Londra. Il criminale George Thomason organizza un furto di gioielli con il braccio destro, il balbuziente e amante degli animali Ken Pile, l'amante Wanda Gershwitz e Otto West, fratello della donna, con velleità intellettuali, ed esperto di armi.
Il colpo va a buon fine ma Wanda e Otto, che in realtà non sono fratelli ma amanti, cercano d'incastrare George mentre recuperano la refurtiva; il criminale aveva però nascosto il bottino altrove, così i due lo contattano in prigione, dove resta in attesa del processo, difeso dall'avvocato Archie Leach. George affida a Ken il compito di eliminare una vecchietta, testimone chiave contro di lui e nel frattempo Wanda cerca di sedurre Leach per farsi rivelare il nascondiglio dei gioielli.
Per la sua gelosia improvvisa, Otto rovina tutti gli approcci di Wanda ad Archie. Dopo vari tentativi Ken riesce a eliminare l'anziana testimone e da lui Otto scopre il nascondiglio del bottino, l'aeroporto di Heathrow. Al processo però Wanda nega l'alibi a George e Archie capisce il trucco offrendosi di fuggire con Wanda, di cui si è nel frattempo innamorato, che è in possesso della chiave della cassetta di sicurezza in cui sono custoditi i gioielli. Ancora una volta Otto interviene e rapisce Wanda mentre Archie libera Ken, legato ad una sedia da Otto per farsi dire dove era custodita la refurtiva. Ken e Archie raggiungono l'aeroporto dove Wanda riesce a scappare da Otto mentre Archie viene preso sotto tiro da Otto con una pistola. Proprio in quel momento arriva Ken che, per vendicarsi del fatto che Otto ha ucciso i suoi amati pesci, gli passa sul corpo con uno schiacciasassi. Otto viene salvato dal cemento molle e ne riemerge per cercare inutilmente di fermare Archie e Wanda sull'aereo che, insieme alla refurtiva, partono per Rio de Janeiro.

## Cast
Nel ruolo di Archie e di Ken vi sono John Cleese e Michael Palin, entrambi ex-membri del gruppo dei Monty Python. Da notare che Cleese è laureato in giurisprudenza come Archie, mentre Palin aveva il padre che soffriva di balbuzie come Ken.
Il personaggio di Portia è interpretato da Cynthia Cleese, figlia di John Cleese e della sua prima moglie Connie Booth.
In un piccolo ruolo appare anche Stephen Fry, nei panni d'un viaggiatore all'aeroporto.
I protagonisti di questa pellicola si ritroveranno nel 1996 per recitare in Creature selvagge, che però sarà un flop.

## Riconoscimenti
- 1989 - Premio Oscar
  - Miglior attore non protagonista a Kevin Kline
  - Nomination Migliore regia a Charles Crichton
  - Nomination Migliore sceneggiatura originale a John Cleese e Charles Crichton
- 1989 - Golden Globe
  - Nomination Miglior film commedia o musicale
  - Nomination Miglior attore in un film commedia o musicale a John Cleese
  - Nomination Miglior attrice in un film commedia o musicale a Jamie Lee Curtis
- 1988 - Premio BAFTA
  - Miglior attore protagonista a John Cleese
  - Miglior attore non protagonista a Michael Palin
  - Nomination Miglior film a Michael Shamberg e Charles Crichton
  - Nomination Migliore regia a Charles Crichton
  - Nomination Miglior attore protagonista a Kevin Kline
  - Nomination Miglior attrice protagonista a Jamie Lee Curtis
  - Nomination Miglior attrice non protagonista a Maria Aitken
  - Nomination Migliore sceneggiatura originale a John Cleese
  - Nomination Miglior montaggio a John Jympson
- 1989 - David di Donatello
  - Migliore sceneggiatura straniera a John Cleese
- 1989 - Nastro d'argento
  - Nastro d'argento europeo a John Cleese
- 1988 - Evening Standard British Film Awards
  - Miglior film a Charles Crichton
  - Peter Sellers Award for Comedy a Charles Crichton
- 1989 - ASCAP Award
  - Top Box Office Films a John Du Prez
- 1989 - DGA Award
  - Nomination Miglior regia a Charles Crichton
- 1989 - Edgar Award
  - Nomination Miglior film a John Cleese
- 1989 - WGA Award
  - Nomination Miglior sceneggiatura originale a John Cleese e Charles Crichton
- 1989 - Golden Screen
  - Golden Screen